# Frank Hammershøj
Frank Hammershøj f. Hammershøj Nielsen (27. november 1940 i Assens - 6. juli 2013 i Bogense) var en dansk kunstmaler og billedkunstner.
Hammershøj blev uddannet fra Det Fynske Kunstakademi i 1957, havde sin debutudstilling i 1960 og modtog i 1965 I.W. Larsens Legat. Hans værker var en del af den faste udstilling på Fyns Kunstmuseum, Vejle Kunstmuseum og Fuglsang Kunstmuseum. Frank Hammmershøj har desuden udsmykket flere bygninger, bl.a. Vollsmose Kirke, Fynsværket, 4. Maj Kollegiet i Odense, Aarup Skole, Bogense Skole.
I april, påsken 2011, blev altertavlen i Guldbjerg Kirke indviet; det er et maleri af Frank Hammershøj, der i lyse farver udgør en smuk altertavle i kirken.
Frank Hammershøj var desuden repræsenteret ved Det Kongelige Teater, den danske ambassade i Cairo, Egypten og ved det danske kongehus. Dronning Margrethe besøgte Frank Hammershøj i Bogense i 2002, hvor hun fik et billede af Bogense by, malet af Frank Hammershøj, med titlen "Hr Oluf". 
Fra 1988 til 1995 var han medlem af kunstnergruppen Kontrast og var siden 1997 været medlem af Kunstnersamfundet.

## Eksterne kilder
- Frank Hammershøj på gravsted.dk
- Frank Hammershøj på Kunstindeks Danmark/Weilbachs Kunstnerleksikon